# Layton (Florida)
Layton es una ciudad ubicada en el condado de Monroe en el estado estadounidense de Florida. En el Censo de 2010 tenía una población de 184 habitantes y una densidad poblacional de 311,59 personas por km².

## Geografía
Layton se encuentra ubicada en las coordenadas 24°49′31″N 80°48′42″O / 24.82528, -80.81167. Según la Oficina del Censo de los Estados Unidos, Layton tiene una superficie total de 0.59 km², de la cual 0.43 km² corresponden a tierra firme y (26.75%) 0.16 km² es agua.

## Demografía
Según el censo de 2010, había 184 personas residiendo en Layton. La densidad de población era de 311,59 hab./km². De los 184 habitantes, Layton estaba compuesto por el 92.93% blancos, el 2.17% eran afroamericanos, el 1.63% eran amerindios, el 2.17% eran asiáticos, el 0% eran isleños del Pacífico, el 0% eran de otras razas y el 1.09% pertenecían a dos o más razas. Del total de la población el 7.07% eran hispanos o latinos de cualquier raza.